# Calodesma eucyanoides
Calodesma eucyanoides là một loài bướm đêm thuộc phân họ Arctiinae, họ Erebidae.